# Calamagrostis korotkyi
Calamagrostis korotkyi är en gräsart som beskrevs av Dmitrij Litvinov. Calamagrostis korotkyi ingår i släktet rör, och familjen gräs. Inga underarter finns listade i Catalogue of Life.